# Exocentrus octoalbovittatus
Exocentrus octoalbovittatus is een keversoort uit de familie van de boktorren (Cerambycidae). De wetenschappelijke naam van de soort werd voor het eerst geldig gepubliceerd in 1957 door Hunt & Breuning.